# Lövéte
Lövéte (románul Lueta) község Romániában, Hargita megyében. A települést a katolicizmus bástyájának is nevezik, mivel tőle délre már unitárius többségű falvak vannak.

## Fekvése
Székelyudvarhelytől kb. 30 km-re délkeletre, a Kis-Homoród völgyében fekszik.

## Nevének eredete
Neve egy korábban Lövétébe beolvadt Szent Lőrinc falu azonos nevű templomára utal, melynek helyét a hagyomány az Omlás felett, a Lázon tartja. 

## Története
A falutól fél órányira, a Homoród szűk völgye feletti Várhegyen egy földvár nyomai láthatók, amely a középső bronzkorban (Wietenberg-kultúra) épült. Az erődítést valószínűleg a vaskorban is használták. Orbán Balázs szerint Álmos vezér építtette, aki szerinte itt is halt meg és itt temették el. A vár első felmérését Téglás Gábor készítette el. A vár sáncai ma is látszanak.
A tatárjáráskor lakói az Almási-barlangba menekültek. A települést 1456-ban súlyos pestisjárvány sújtotta.
A falu középén egy kiszögellő fokon álltak Székely Mózes 16. századi udvarházának romjai, anyagát 1772-ben az új templom építéséhez használták fel. Az udvarház pincéjének falrészlete még ma is látható. Székely Mózes ugyanis jelentős birtokot kapott Báthory István fejedelemtől, ahol udvarházat épített. Övé lett a lövétei vashámor is. Székely Mózes feleségének regéit sokáig mesélték a helybéliek.
Régi temploma a falu északkeleti részén a Sópástya nevű helyen állott a régi temető helyén. Mivel kicsinek bizonyult és rossz állapotban volt 1772-ben lebontották.
1910-ben 3929, túlnyomórészt magyar lakosa volt. A trianoni békeszerződésig Udvarhely vármegye Homoródi járásához tartozott. 1992-ben 3726 lakosából 3721 magyar és 5 román volt. 2002-ben lakossága 3523 fő volt.
A 2021-es népszámláláson Lövéte községben 3338 lakost számláltak.
Ebből 3201 magyar és 5 román volt.

## Látnivalók

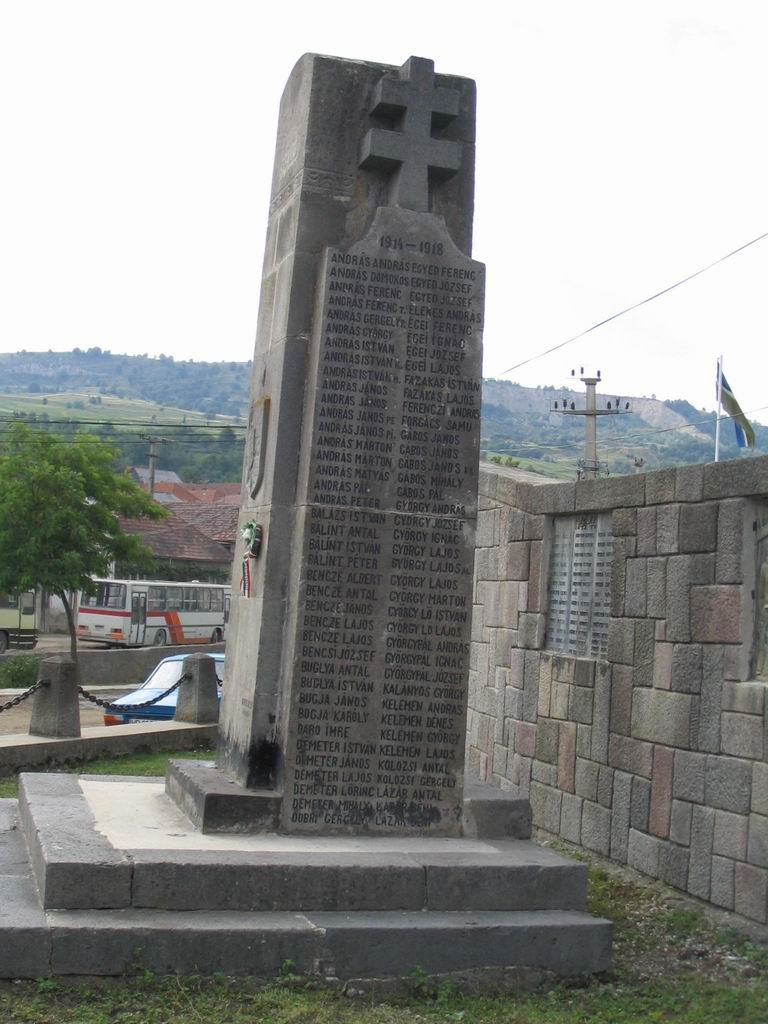
Az I. világháború hősi halottainak emlékműve

- A Kisboldogasszonynak szentelt római katolikus temploma 1771 és 1776 között épült késő barokk stílusban. Kerítése 1842-ben készült.
- A falu sóskútját fedő épület 1866-ban készült. Egykor sóbányája is volt, mely azonban kevés ideig működött.
- A falutól északnyugatra a Pokolláz nevű határrészen állt egykor Lázfalu, amely a középkorban pusztult el. Kápolnájának helyét egy kőhalmaz jelzi. Orbán Balázs szerint lakói pestisben pusztultak el.
- A tájház a falu központjában, az egykori piactér mellett áll. A kőtornácos szász építészeti stílus hatásait magán viselő épületbe két szoba van berendezve. A tisztaszobába vetett ágy, festett bútorok, kelengyés ládák stb. láthatók. A hátsó szobában Ádám Gyula állandó fotókiállítása látható

## Borvízforrások és népi fürdők
- Lövéte borvízforrásai és gyógyfürdői
- Nádasszéki fürdő
- Hargitaliget
- Kirulyfürdő

## Híres emberek
- Itt voltak a birtokai Erdély egyetlen Székelyföldről (Udvarhelyről) származó fejedelmének, Székely Mózesnek. Udvarháza Lövéte közepén, az ún. Udvarkertben állott.
- Itt született 1907. március 4-én Ladó Lajos autodidakta író és szerkesztő.
- Itt született 1929. február 7-én Török László író, újságíró, filmkritikus.
- Itt született 1929. július 17-én Balázs Márton matematikus.
- Itt született 1937 szeptember 3-án Márton Attila fizikus, fizikai szakíró.
- Itt született 1952. szeptember 10-én Kasza Imre muzeológus, grafikus, festő, művészeti író.
- Itt született 1964. szeptember 13-án Mihály János történész.[4]
- Itt született 1965. február 5-én Sorbán Angella szociológus, szociológiai szakíró.
- Itt született 1972. február 2-án Lövétei Lázár László költő, műfordító.

## Testvértelepülés
- Budakalász, Magyarország
- Domaszék, Magyarország
- Maglód, Magyarország

### Internet
- Honlap

### Könyvek
- András József. Lövéte a megtartó székely falu: Nevek, szólások, metaforák a közösség nyelvében. Lövéte - Mogyoród: Romi-Suli. 9789634882565 (2012)
- Mihály János:  Lövéte néprajzából I. Pro Print, Csíkszereda, 2001.